# Jeździectwo na Letnich Igrzyskach Olimpijskich 1912 – WKKW indywidualnie
Indywidualny wszechstronny konkurs konia wierzchowego (WKKW) był jedną z pięciu konkurencji jeździeckich rozgrywanych podczas V Letnich Igrzysk Olimpijskich w Sztokholmie w 1912 roku. Zawody odbyły się od 13 lipca do 17 lipca. Zwyciężył reprezentant gospodarzy Axel Nordlander, startujący na koniu Lady Artist
Oficjalną nazwą tej konkurencji był Wojskowy Konkurs Jeździecki. Konkurs obejmował pięć konkurencji jeździeckich. Dwie pierwsze zostały rozegrane 13 lipca, kolejne trzy w dniach 15–17 lipca, po jednej dziennie. Każda z reprezentacji mogła wystawić maksymalnie czterech jeźdźców. Jeźdźcy podczas startu nie mogli dokonać zmiany konia. Za każdą z konkurencji można było otrzymać 10 punktów.
Konkurencją rozpoczynającą WKKW była próba jeździecka na dystansie 55 kilometrów. Zawodnicy startowali od ósmej rano w odstępach pięciominutowych. Jeźdźcy mieli na pokonanie tego dystansu cztery godziny. Udało się to wszystkim, prócz dwóch zawodników – Francuz Albert Seigner za przekroczenie czasu o 40 sekund został ukarany utratą jednego punktu, a Duńczyk Carl Høst Saunte nie ukończył trasy. Najszybszy czas uzyskał Jacques Cariou.
Tego samego dnia rozegrano drugą konkurencję, jaką była próba terenowa. Na pięciokilometrowej trasie ustawiono przeszkody składające się głównie z płotów, z lub bez rowów, oraz z kanałów z wodą. Czas na przejechanie tej trasy wynosił 15 minut, którego żaden z zawodników nie przekroczył. Do zdobycia było maksymalnie 130 punktów, zeskalowane do punktów w klasyfikacji generalnej w proporcji 13:1. Za każde dotknięci przeszkody odejmowano dwa punkty. Trzech zawodników zostało zdyskwalifikowanych za pomylenie trasy. Trzynastu zawodników przejechało trasę czysto. Najszybciej dokonał tego Brytyjczyk Herbert Scott.
Po jednodniowej przerwie, 15 lipca rozegrano trzecią konkurencję jaką był bieg z przeszkodami. Czasem na przejechanie trasy było 5 minut 50 sekund. Punktu odejmowano za przekroczenie czasu lub za dotknięcie przeszkody (czego nie uczynił żaden z zawodników). Do zdobycia było maksymalnie 100 punktów, zeskalowane w proporcji 10:1. Trzech zawodników przekroczyło normę czasu. Także trzech zawodników nie ukończyło konkurencji – Duńczyk Carl Adolph Kraft nie pojawił się na starcie, Herbert Scott został zdyskwalifikowany za pomylenie trasy, zaś kolejny Brytyjczyk, Bryan Lawrence zaliczył upadek na przeszkodzie. Doznał wtedy niegroźnego uszkodzenia mózgu. Zwyciężył późniejszy złoty medalista, Szwed Axel Nordlander.
16 lipca rozegrano konkurs skoków przez przeszkody na parkurze. Czasem na przejechanie toru były 2 minuty 45 sekund. Punkty były odejmowane za zrzutki bądź przekroczenie normy czasu. Maksymalną liczbą punktów było 150, zeskalowane z proporcji 15:1. Jeden zawodnik nie pojawił się na starcie, a dwóch zostało zdyskwalifikowanych. Zwyciężył Ernst Casparsson zdobywając 145 punktów. Na czele uplasowało się dwóch zawodników – Francuz Bernard Meyer i Niemiec Friedrich von Rochow.
17 lipca rozegrano ostatnią i decydującą konkurencję, jaką było ujeżdżenie. Konkurs był oceniany przez siedmiu sędziów, mogących przyznać po 110 punktów. Maksymalną liczbą punktów było 770, zeskalowane z proporcji 77:1. Konkurencję zwyciężył Cariou, co dało my brązowy medal, przed zwycięzcą całego konkursu Nordlanderem.

## Wyniki
| Pozycja | Zawodnik                 | Koń         | Próba jeździecka | Próba terenowa | Bieg z przeszkodami | Skoki | Ujeżdżenie | Razem |
| ------- | ------------------------ | ----------- | ---------------- | -------------- | ------------------- | ----- | ---------- | ----- |
| 1.      | Axel Nordlander          | Lady Artist | 10,00            | 10,00          | 10,00               | 8,93  | 7,66       | 46,59 |
| 2.      | Friedrich von Rochow     | Idealist    | 10,00            | 10,00          | 10,00               | 9,53  | 6,89       | 46,42 |
| 3.      | Jacques Cariou           | Cocotte     | 10,00            | 10,00          | 10,00               | 8,60  | 7,72       | 46,32 |
| 4.      | Nils Adlercreutz         | Atout       | 10,00            | 9,85           | 10,00               | 9,00  | 7,46       | 46,31 |
| 5.      | Ernst Casparsson         | Irmelin     | 10,00            | 9,62           | 10,00               | 9,67  | 6,87       | 46,16 |
| 5.      | Richard von Schaesberg   | Grundsee    | 10,00            | 10,00          | 10,00               | 9,40  | 6,76       | 46,16 |
| 7.      | Benjamin Lear            | Poppy       | 10,00            | 10,00          | 10,00               | 9,07  | 6,84       | 45,91 |
| 8.      | Eduard von Lütcken       | Blue Boy    | 10,00            | 10,00          | 10,00               | 9,27  | 6,63       | 45,90 |
| 9.      | John Montgomery          | Deceive     | 10,00            | 10,00          | 10,00               | 9,40  | 6,48       | 45,88 |
| 10.     | Henric Horn af Åminne    | Omen        | 10,00            | 10,00          | 10,00               | 8,27  | 7,58       | 45,85 |
| 11.     | Guy Henry                | Chiswell    | 10,00            | 9,46           | 10,00               | 9,13  | 6,96       | 45,54 |
| 12.     | Ephraim Graham           | Connie      | 10,00            | 9,62           | 10,00               | 9,40  | 6,28       | 45,30 |
| 12.     | Bernard Meyer            | Allons-y    | 10,00            | 10,00          | 10,00               | 9,53  | 5,77       | 45,30 |
| 14.     | Albert Seigner           | Dignité     | 9,00             | 9,23           | 10,00               | 9,33  | 7,59       | 45,15 |
| 15.     | Carl von Moers           | May-Queen   | 10,00            | 10,00          | 8,20                | 8,67  | 7,56       | 44,13 |
| -       | Paul Covert              | La Sioute   | 10,00            | 9,85           | 10,00               | 8,33  | DNS        | DNF   |
| -       | Edward Radcliffe-Nash    | The Flea    | 10,00            | 9,69           | 10,00               | 8,33  | DNS        | DNF   |
| -       | Paul Kenna               | Harmony     | 10,00            | 10,00          | 9,40                | DQ    |            | DNF   |
| -       | Gaston de Trannoy        | Capricieux  | 10,00            | 9,69           | 10,00               | DQ    |            | DNF   |
| -       | Frode Kirkebjerg         | Dibbe-Lippe | 10,00            | 5,69           | 10,00               | DNS   |            | DNF   |
| -       | Bryan Lawrence           | Patrick     | 10,00            | 9,85           | DNF                 |       |            | DNF   |
| -       | Herbert Scott            | Wisper II   | 10,00            | 10,00          | DQ                  |       |            | DNF   |
| -       | Carl Adolph Kraft        | Gorm        | 10,00            | 10,00          | DNS                 |       |            | DNF   |
| -       | Emmanuel de Blommaert    | Clonmore    | 10,00            | DQ             |                     |       |            | DNF   |
| -       | Pierre Dufour d'Astafort | Castibalza  | 10,00            | DQ             |                     |       |            | DNF   |
| -       | Guy Reyntiens            | Beau Soleil | 10,00            | DQ             |                     |       |            | DNF   |
| -       | Carl Høst Saunte         | Streg       | DNS              |                |                     |       |            | DNF   |

- DQ – dyskwalifikacja, DNF – zawodnik nie ukończył konkurencji, DNS – zawodnik nie pojawił się na starcie